# Thorsten Bonacker
Thorsten Bonacker (geboren 1970 in Bremen) ist ein deutscher Politikwissenschaftler und Soziologe. Er ist seit 2008 Professor für Friedens- und Konfliktforschung an der Philipps-Universität Marburg.

## Leben
Nach dem Abitur in Bremen-Burglesum studierte Bonacker von 1990 bis 1996 Soziologie, Psychologie, Philosophie und Kulturwissenschaft an der Philipps-Universität Marburg. Von 1996 bis 1999 war er wissenschaftlicher Mitarbeiter bei Stefan Müller-Doohm an der Carl-von-Ossietzky-Universität Oldenburg, wo er 1999 zum Dr. rer. pol. promoviert wurde. Thema seiner summa cum laude bewerteten Dissertation war Die normative Kraft der Kontingenz: nicht essentialistische Gesellschaftskritik nach Weber und Adorno. In demselben Jahr ging er als wissenschaftlicher Assistent an das Institut für Soziologie der Philipps-Universität Marburg. Im Wintersemester 2002/03 vertrat er eine Professur für Soziologie in Oldenburg. 
Im Jahr 2004 wurde er auf eine Juniorprofessur für Friedens- und Konfliktforschung an die Philipps-Universität Marburg berufen. Im Jahr 2008 erhielt er einen Ruf auf eine Professur für Politikwissenschaft mit Schwerpunkt Friedens- und Konfliktforschung an die Universität Augsburg, nahm jedoch einen weiteren Ruf auf eine Professur für Friedens- und Konfliktforschung an die Philipps-Universität Marburg an. Seit 2018 ist er regelmäßig Gastdozent an der Deutsch-Kasachischen Universität in Almaty. Ferner ist er Mitglied im Internationalen Forschungs- und Dokumentationszentrum Kriegsverbrecherprozesse an der Philipps-Universität sowie im Institut für Weltgesellschaft der Universität Bielefeld. Seit September 2024 gehört er dem Stiftungsrat der Deutschen Stiftung Friedensforschung an.

## Forschungsschwerpunkte
Seine Forschung bewegt sich an der Schnittstelle von Soziologie und Politikwissenschaft im Bereich der Internationalen Beziehungen. Er beschäftigt sich mit Theorien und Methoden der Friedens- und Konfliktforschung sowie der kritischen Sicherheitsforschung. Seine speziellen Themen sind Praktiken der internationalen Verwaltung in postkolonialen und Nachkriegsgesellschaften, der gesellschaftliche Umgang mit vergangener Massengewalt sowie sexuelle und reproduktive Rechte als globales Konfliktfeld. Methodisch verwendet er theorienorientierte und fallvergleichende Forschungsansätze, sein geografischer Schwerpunkt liegt auf Zentral- und Südostasien, insbesondere Kambodscha und Osttimor.

## Privates
Thorsten Bonacker ist seit 1995 verheiratet und hat zwei Kinder.

## Veröffentlichungen (Auswahl)
- Konflikttheorien. Eine sozialwissenschaftliche Einführung mit Quellen (= Friedens- und Konfliktforschung. 2). Leske + Budrich, Opladen 1996, ISBN 3-8100-1544-X (Spätere Auflagen als: Sozialwissenschaftliche Konflikttheorien.).
- Kommunikation zwischen Konsens und Konflikt. Möglichkeiten und Grenzen gesellschaftlicher Rationalität bei Jürgen Habermas und Niklas Luhmann. Bis, Oldenburg 1997, ISBN 3-8142-0590-1 (Zugleich: Oldenburg, Universität, Diplomarbeit, 1996).
- Die normative Kraft der Kontingenz. Nichtessentialistische Gesellschaftskritik nach Weber und Adorno. Campus, Frankfurt am Main u. a. 2000, ISBN 3-593-36482-4 (Zugleich: Oldenburg, Universität, Dissertation, 1998/1999).
- Postnationale Konflikte und der Wandel des Politischen. Ein Beitrag zur Soziologie der internationalen Beziehungen (= CCS Working Papers. 4). Philipps-Universität, Marburg 2007, urn:nbn:de:0168-ssoar-110812.